# Markku Pusenius
Markku Sakari Pusenius (ur. 29 marca 1964 w Lahti) – fiński skoczek narciarski, olimpijczyk.
Największym sukcesem Puseniusa był występ na nieoficjalnych mistrzostwach świata w Engelbergu, gdzie zdobył złoty medal w konkursie drużynowym (z Mattim Nykänenem, Jari Puikkonenem i Pentti Kokkonenem).

## Igrzyska olimpijskie
- Indywidualnie
  - 1984  Sarajewo – 20. miejsce (normalna skocznia), 16. miejsce (duża skocznia)

## Mistrzostwa świata
- Indywidualnie
  - 1985  Seefeld / Innsbruck – 35. miejsce (duża skocznia)
- Drużynowo
  - 1984  Engelberg – złoty medal

## Mistrzostwa świata juniorów
- Indywidualnie
  - 1981  Schonach – 11. miejsce
  - 1982  Murau – srebrny medal

## Puchar Świata

### Miejsca w klasyfikacji generalnej
| Sezon     | Miejsce |
| --------- | ------- |
| 1980/1981 | 80.     |
| 1982/1983 | 21.     |
| 1983/1984 | 38.     |
| 1985/1986 | 59.     |

### Miejsca na podium w konkursach indywidualnych Pucharu Świata chronologicznie
| Lp. | Dzień      | Rok  | Miejscowość | Skocznia | Punkt K | Skok 1  | Skok 2  | Nota      | Lok. | Strata  | Zwycięzca      |
| --- | ---------- | ---- | ----------- | -------- | ------- | ------- | ------- | --------- | ---- | ------- | -------------- |
| 1.  | 8 stycznia | 1983 | Harrachov   | Čerťák   | K-120   | 118,0 m | 113,0 m | 253,9 pkt | 2.   | 0,6 pkt | Holger Freitag |
| 2.  | 9 stycznia | 1983 | Harrachov   | Čerťák   | K-120   | 113,0 m | 120,0 m | 257,7 pkt | 3.   | 6,9 pkt | Pavel Ploc     |

### Miejsca w poszczególnych konkursach indywidualnychPucharu Świata
| Źródło                                                                                       | Źródło                 | Źródło                 | Źródło        | Źródło        | Źródło                 | Źródło                 | Źródło        | Źródło            | Źródło       | Źródło      | Źródło       | Źródło         | Źródło      | Źródło      | Źródło          | Źródło          | Źródło          | Źródło              | Źródło              | Źródło              | Źródło     | Źródło  | Źródło  | Źródło  | Źródło | Źródło | Źródło | Źródło | Źródło | Źródło | Źródło | Źródło | Źródło | Źródło | Źródło | Źródło | Źródło | Źródło | Źródło | Źródło | Źródło | Źródło | Źródło | Źródło | Źródło | Źródło | Źródło | Źródło | Źródło |
| -------------------------------------------------------------------------------------------- | ---------------------- | ---------------------- | ------------- | ------------- | ---------------------- | ---------------------- | ------------- | ----------------- | ------------ | ----------- | ------------ | -------------- | ----------- | ----------- | --------------- | --------------- | --------------- | ------------------- | ------------------- | ------------------- | ---------- | ------- | ------- | ------- | ------ | ------ | ------ | ------ | ------ | ------ | ------ | ------ | ------ | ------ | ------ | ------ | ------ | ------ | ------ | ------ | ------ | ------ | ------ | ------ | ------ | ------ | ------ | ------ | ------ |
| Sezon 1980/1981                                                                              |                        |                        |               |               |                        |                        |               |                   |              |             |              |                |             |             |                 |                 |                 |                     |                     |                     |            |         |         |         |        |        |        |        |        |        |        |        |        |        |        |        |        |        |        |        |        |        |        |        |        |        |        |        |        |
| Oberstdorf                                                                                   | Garmisch-Partenkirchen | Innsbruck              | Bischofshofen | Harrachov     | Liberec                | Sankt Moritz           | Gstaad        | Engelberg         | Ironwood     | Ironwood    | Sapporo      | Sapporo        | Thunder Bay | Thunder Bay | Chamonix        | Saint Nizier    | Lahti           | Lahti               | Falun               | Oslo                | Bærum      | Planica | Planica | punkty  | punkty | punkty | punkty | punkty | punkty | punkty | punkty | punkty | punkty | punkty | punkty | punkty | punkty | punkty | punkty | punkty | punkty | punkty |        |        |        |        |        |        |        |
| -                                                                                            | -                      | -                      | -             | 47            | 27                     | -                      | -             | -                 | -            | -           | -            | -              | -           | -           | -               | -               | 23              | 14                  | -                   | -                   | -          | -       | -       | 2       | 2      | 2      | 2      | 2      | 2      | 2      | 2      | 2      | 2      | 2      | 2      | 2      | 2      | 2      | 2      | 2      | 2      | 2      |        |        |        |        |        |        |        |
| Sezon 1981/1982                                                                              |                        |                        |               |               |                        |                        |               |                   |              |             |              |                |             |             |                 |                 |                 |                     |                     |                     |            |         |         |         |        |        |        |        |        |        |        |        |        |        |        |        |        |        |        |        |        |        |        |        |        |        |        |        |        |
| Cortina d’Ampezzo                                                                            | Oberstdorf             | Garmisch-Partenkirchen | Innsbruck     | Bischofshofen | Sapporo                | Sapporo                | Thunder Bay   | Thunder Bay       | Sankt Moritz | Engelberg   | Oslo         | Oslo           | Lahti       | Lahti       | Bad Mitterndorf | Bad Mitterndorf | Bad Mitterndorf | Szczyrbskie Jezioro | Szczyrbskie Jezioro | Planica             | Planica    | punkty  | punkty  | punkty  | punkty | punkty | punkty | punkty | punkty | punkty | punkty | punkty | punkty | punkty | punkty | punkty | punkty | punkty | punkty | punkty |        |        |        |        |        |        |        |        |        |
| -                                                                                            | 25                     | 16                     | 26            | 34            | -                      | -                      | -             | -                 | -            | -           | -            | -              | -           | -           | -               | -               | -               | -                   | -                   | -                   | -          | 0       | 0       | 0       | 0      | 0      | 0      | 0      | 0      | 0      | 0      | 0      | 0      | 0      | 0      | 0      | 0      | 0      | 0      | 0      |        |        |        |        |        |        |        |        |        |
| Sezon 1982/1983                                                                              |                        |                        |               |               |                        |                        |               |                   |              |             |              |                |             |             |                 |                 |                 |                     |                     |                     |            |         |         |         |        |        |        |        |        |        |        |        |        |        |        |        |        |        |        |        |        |        |        |        |        |        |        |        |        |
| Cortina d’Ampezzo                                                                            | Oberstdorf             | Garmisch-Partenkirchen | Innsbruck     | Bischofshofen | Harrachov              | Harrachov              | Lake Placid   | Lake Placid       | Thunder Bay  | Thunder Bay | Sankt Moritz | Gstaad         | Engelberg   | Vikersund   | Vikersund       | Vikersund       | Falun           | Falun               | Lahti               | Lahti               | Bærum      | Oslo    | Planica | Planica | punkty |        |        |        |        |        |        |        |        |        |        |        |        |        |        |        |        |        |        |        |        |        |        |        |        |
| 8                                                                                            | 41                     | 22                     | 11            | 12            | 2                      | 3                      | -             | -                 | -            | -           | -            | -              | -           | 26          | 34              | 31              | 29              | 45                  | 40                  | 33                  | -          | -       | -       | -       | 52     |        |        |        |        |        |        |        |        |        |        |        |        |        |        |        |        |        |        |        |        |        |        |        |        |
| Sezon 1983/1984                                                                              |                        |                        |               |               |                        |                        |               |                   |              |             |              |                |             |             |                 |                 |                 |                     |                     |                     |            |         |         |         |        |        |        |        |        |        |        |        |        |        |        |        |        |        |        |        |        |        |        |        |        |        |        |        |        |
| Thunder Bay                                                                                  | Thunder Bay            | Lake Placid            | Lake Placid   | Oberstdorf    | Garmisch-Partenkirchen | Innsbruck              | Bischofshofen | Cortina d’Ampezzo | Harrachov    | Liberec     | Sapporo      | Sapporo        | Sarajewo    | Sarajewo    | Lahti           | Lahti           | Falun           | Lillehammer         | Oslo                | Oberstdorf          | Oberstdorf | Planica | Planica | punkty  | punkty | punkty | punkty | punkty | punkty | punkty | punkty | punkty | punkty | punkty | punkty | punkty | punkty | punkty | punkty | punkty | punkty | punkty |        |        |        |        |        |        |        |
| 14                                                                                           | 10                     | 28                     | 14            | 32            | 12                     | 32                     | 25            | -                 | -            | -           | -            | -              | 20          | 16          | 10              | 26              | 32              | -                   | 28                  | -                   | -          | -       | -       | 20      | 20     | 20     | 20     | 20     | 20     | 20     | 20     | 20     | 20     | 20     | 20     | 20     | 20     | 20     | 20     | 20     | 20     | 20     |        |        |        |        |        |        |        |
| Sezon 1984/1985                                                                              |                        |                        |               |               |                        |                        |               |                   |              |             |              |                |             |             |                 |                 |                 |                     |                     |                     |            |         |         |         |        |        |        |        |        |        |        |        |        |        |        |        |        |        |        |        |        |        |        |        |        |        |        |        |        |
| Thunder Bay                                                                                  | Thunder Bay            | Lake Placid            | Lake Placid   | Oberstdorf    | Garmisch-Partenkirchen | Innsbruck              | Bischofshofen | Cortina d’Ampezzo | Sapporo      | Sapporo     | Sankt Moritz | Engelberg      | Harrachov   | Lahti       | Lahti           | Örnsköldsvik    | Falun           | Oslo                | Szczyrbskie Jezioro | Szczyrbskie Jezioro | punkty     | punkty  | punkty  | punkty  | punkty | punkty | punkty | punkty | punkty | punkty | punkty | punkty | punkty | punkty | punkty | punkty | punkty | punkty | punkty |        |        |        |        |        |        |        |        |        |        |
| -                                                                                            | -                      | -                      | -             | 27            | 26                     | 19                     | 39            | -                 | 32           | 43          | 42           | -              | -           | 47          | 16              | -               | -               | -                   | -                   | -                   | 0          | 0       | 0       | 0       | 0      | 0      | 0      | 0      | 0      | 0      | 0      | 0      | 0      | 0      | 0      | 0      | 0      | 0      | 0      |        |        |        |        |        |        |        |        |        |        |
| Sezon 1985/1986                                                                              |                        |                        |               |               |                        |                        |               |                   |              |             |              |                |             |             |                 |                 |                 |                     |                     |                     |            |         |         |         |        |        |        |        |        |        |        |        |        |        |        |        |        |        |        |        |        |        |        |        |        |        |        |        |        |
| Thunder Bay                                                                                  | Thunder Bay            | Lake Placid            | Lake Placid   | Chamonix      | Oberstdorf             | Garmisch-Partenkirchen | Innsbruck     | Bischofshofen     | Harrachov    | Liberec     | Klingenthal  | Oberwiesenthal | Sapporo     | Sapporo     | Vikersund       | Vikersund       | Sankt Moritz    | Gstaad              | Engelberg           | Lahti               | Lahti      | Oslo    | Planica | Planica | punkty |        |        |        |        |        |        |        |        |        |        |        |        |        |        |        |        |        |        |        |        |        |        |        |        |
| -                                                                                            | -                      | -                      | -             | -             | -                      | -                      | -             | -                 | -            | -           | -            | -              | 26          | 47          | -               | -               | -               | -                   | -                   | 21                  | 12         | -       | -       | -       | 4      |        |        |        |        |        |        |        |        |        |        |        |        |        |        |        |        |        |        |        |        |        |        |        |        |
| Legenda                                                                                      |                        |                        |               |               |                        |                        |               |                   |              |             |              |                |             |             |                 |                 |                 |                     |                     |                     |            |         |         |         |        |        |        |        |        |        |        |        |        |        |        |        |        |        |        |        |        |        |        |        |        |        |        |        |        |
| 1 2 3 4-10 11-15 poniżej 15 q – zawodnik nie zakwalifikował się - – zawodnik nie wystartował |                        |                        |               |               |                        |                        |               |                   |              |             |              |                |             |             |                 |                 |                 |                     |                     |                     |            |         |         |         |        |        |        |        |        |        |        |        |        |        |        |        |        |        |        |        |        |        |        |        |        |        |        |        |        |

### Turniej Czterech Skoczni

#### Miejsca w klasyfikacji generalnej
| Sezon     | Miejsce |
| --------- | ------- |
| 1981/1982 | 23.     |
| 1982/1983 | 15.     |
| 1983/1984 | 17.     |
| 1984/1985 | 19.     |